# Jorge Bolet

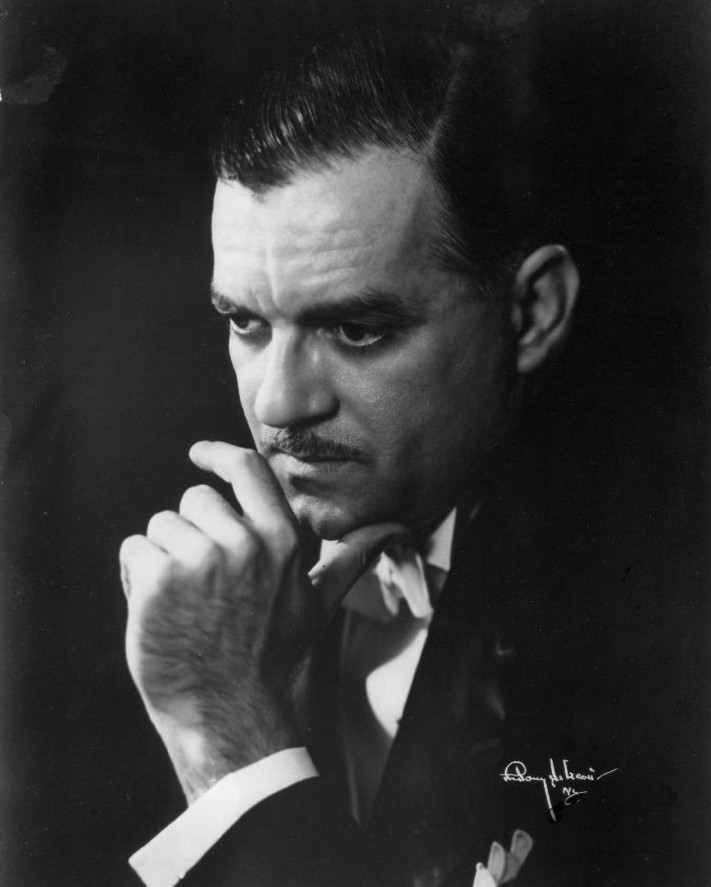
Jorge Bolet in 1975.

Jorge Bolet (Havanna, 15 november 1914 - Mountain View, Californië, 16 oktober 1990) was een in Cuba geboren Amerikaans pianist.

## Levensloop
Bolet studeerde piano aan het Curtis Institute of Music in Philadelphia, waar hij van 1939 tot 1942 zelf leraar werd. Onder zijn leraars had hij Leopold Godowsky, Josef Hofmann, David Saperton, Moriz Rosenthal (zelf een leerling van Franz Liszt en Fritz Reiner).
In 1937 won hij het Naumburg Concours en gaf zijn eerste recital.
In 1942 werd hij Amerikaans militair en hij nam deel aan de oorlog met Japan. Hij leidde er de Japanse première van The Mikado. In zijn concerten vertolkte hij toen vooral werken van Sergei Prokofiev en Frederic Chopin.
Hoewel Bolet een succesvolle carrière had, werd hij door sommige muziekrecensenten bekritiseerd omdat hij volgens hen te zeer een romantische virtuositeit nastreefde.
In de biografische film, waarin Dirk Bogarde de rol vervulde van Franz Liszt, vertolkte Bolet de muziekstukken die door de acteur gespeeld werden.
Ook al werden zijn opnamen slechts door kleine producenten gerealiseerd, werd hij in 1974 verheven tot nationale bekendheid na een overweldigend recital in Carnegie Hall.
Van 1968 tot 1977 was hij professor voor piano aan de Indiana University. In 1977 werd hij hoofd van de afdeling piano aan het Curtis Institute, maar na enkele tijd verzaakte hij hieraan om zich volledig aan zijn concertenactiviteit te kunnen wijden.
In 1984 zond een tv-netwerk een serie van drie programma's uit onder de titel Bolet Meets Rachmaninoff. Bolet gaf hierin master classes gewijd aan Rachmaninoffs Piano Concerto No. 3, gevolgd door de uitvoering van het werk.
In 1978 sloot hij een contract met Decca, zijn eerste aanwezigheid in de catalogus van een internationaal label. Hij kon nu belangrijke delen van zijn repertoire, zowel studio-opnamen als liveconcerten doen opnemen. Sommige werden nooit gecommercialiseerd, maar berusten in de International Piano Archives in Maryland.
Bolets gezondheid ging achteruit in 1988 en in 1989 onderging hij een moeilijke hersenoperatie. Hij overleed aan hartfalen. Volgens de pianorecensent Gregor Benko zou hij bezweken zijn aan de gevolgen van aids.

## Opnamen
Bolet wordt vooral herinnerd dankzij zijn vele opnamen van romantische muziek, meer bepaald werk van Franz Liszt, César Franck en Frédéric Chopin.
Hij specialiseerde ook in het transcriberen voor piano en in het vertolken van eerder onbekend repertoire, onder meer het werk van zijn leermeester Godowsky. Van een obscuur werk geschreven door Joseph Marx verklaarde hij dat het zijn lievelingswerk was onder de virtuoze concerten, omdat het zo enorm veel eiste van de uitvoerder.

## Voetnoten
1. ↑  Gearchiveerde kopie. Gearchiveerd op 13 oktober 2020. Geraadpleegd op 17 augustus 2018.
2. ↑  "Bolet, Jorge", Grove Music Online, 2007.
3. ↑  H. HOWARD TAUBMAN, "JORGE BOLET GIVES A DEBUT RECITAL", The New York Times, October 27, 1937.
4. ↑  HAROLD C. SCHONBERG, "Jorge Bolet, Pianist, Is Dead at 75; Specialist in Romantic Literature", The New York Times, October 17, 1990.
5. ↑  HAROLD C. SCHONBERG, "Bolet's Romantic Pianism Evokes Giants of the Past", The New York Times, February 27, 1974.
6. ↑  http://www.bach-cantatas.com/Bio/Bolet-Jorge.htm
7. ↑  "Jorge Bolet, Pianist, is Dead at 75", The New York Times, October 17, 1990.
8. ↑  Gregor Benko. Liner notes to VAI Audio's 2-CD set "Liszt - The 19 Hungarian Rhapsodies" (co-written with Mark Ainley)
9. ↑  « C comme Chopin », Improvisation so piano, Jean-Pierre Thiollet, Neva Editions, 2017, p.28. ISBN 978-2-35055-228-6

- Bibsys: 3107757
- Biblioteca Nacional de España: XX1443047
- Bibliothèque nationale de France: cb138916492 (data)
- Catàleg d'autoritats de noms i títols de Catalunya: 981058518218106706
- CiNii: DA07118326
- Gemeinsame Normdatei: 128824964
- International Standard Name Identifier: 0000 0000 7366 2241
- Library of Congress Control Number: n82078496
- Nationale Bibliotheek van Letland: 000265974
- MusicBrainz: ac4e472f-d701-4f4b-a1b7-21f2c36fe8ea
- Nationale Bibliotheek van Tsjechië: xx0155187
- Nationale bibliotheek van Australië: 35676906
- Nationale Bibliotheek van Israël: 987007437052905171
- Nationale en Universitaire bibliotheek Zagreb: 000050968
- Nederlandse Thesaurus van Auteursnamen: 075218631
- Réseau des bibliothèques de Suisse occidentale: 02-A003020709
- SNAC: w6pz5b32
- Système universitaire de documentation: 078052483
- Virtual International Authority File: 56795433
- WorldCat: E39PBJw8VKxQvgJVhBHWRpcXVC